# Walls and Bridges
Walls and Bridges — п'ятий студійний альбом англійського музиканта Джона Леннона. Він був виданий лейблом Apple Records 26 вересня 1974 року в США та 4 жовтня у Великій Британії. Написаний, записаний і випущений під час 18-місячної розлуки з Йоко Оно, альбом застав Леннона в розпал його «Втрачених вихідних». Walls and Bridges став американським альбомом номер один в чартах Billboard і Record World і включав два хіт-сингли, «Whatever Gets You thru the Night» і «#9 Dream». Перший з них став першим хітом номер один у Сполучених Штатах як сольного виконавця і єдиним сольним синглом, що очолив чарти США та Великої Британії за життя Леннона.
Альбом отримав срібний сертифікат у Великій Британії та золотий у США.

## Передумови
У червні 1973 року, коли Леннон збирався записати альбом Mind Games, Оно запропонувала Леннону розлучитися. Незабаром Леннон переїхав до Каліфорнії з особистою асистенткою Оно Мей Панг за підтримки Йоко, і у них почалися 18-місячні стосунки, які він згодом назве «Втраченими вихідними». Поки вони з Панг жили в Лос-Анджелесі, Леннон скористався можливістю зустрітися зі своїм сином Джуліаном, якого не бачив протягом чотирьох років.
Леннон планував записати альбом старих рок-н-рольних пісень з продюсером Філом Спектором, але ці сесії стали легендарними не через створену музику, а через алкогольні витівки. Леннон і Панг повернулися до Нью-Йорка, а Спектор зник разом з цими записами. Приблизно в цей час Джон написав кілька нових пісень під час перебування в готелі The Pierre і почав записувати кілька домашніх демозаписів.

## Запис
Леннон почав репетирувати свій новий матеріал зі студійними музикантами на Record Plant East у Нью-Йорку в липні 1974 року, до складу яких входили Джим Келтнер на барабанах, Клаус Ворманн на бас-гітарі, Джессі Ед Девіс на гітарі та Артур Дженкінс на перкусії. Основний склад музикантів був записаний на альбомі як Plastic Ono Nuclear Band, варіація на тему Plastic Ono Band, концептуального гурту, якому приписували багато сольних творів Леннона.
Музиканти за короткий час розробили власні аранжування, і запис просувався швидко. Рон Апреа, саксофоніст Little Big Horns, розповідав: "Оскільки у нього не було формальної підготовки в аранжуванні, він сидів у контрольній кімнаті і дозволяв нам складати власні партії. Якщо йому подобалося те, що ми грали, він давав нам знати … Якщо ми вважали, що можемо зробити краще, він казав «вперед». Апреа також розповідав, що запис духової секції тривав два тижні. Пізніше Леннон говорив, що це був «надзвичайний рік для мене особисто. І я майже вражений тим, що мені вдалося щось витягнути. Але мені подобалося працювати над Walls and Bridges, і було зовсім не важко, коли у мене все було готово, піти в студію і зробити це. Я здивований, що це не був лише просто так.» Репетиції були видані на посмертних альбомах Menlove Ave. та John Lennon Anthology.
Звукорежисер Джиммі Айовін сказав, що ці сесії були «найпрофесійнішими з усіх, на яких я коли-небудь був … Джон знав, чого хотів, знав, як отримати те, що хотів, він прагнув шуму і знав, як його отримати … Його сольні речі мали неймовірне звучання. І він дійсно мав свій власний звук.» Попри те, що Record Plant була однією з найсучасніших студій звукозапису в Нью-Йорку на той момент, вокальні накладки Леннона були зроблені за допомогою старого сценічного мікрофона, який роками залишався в бас-барабані. Айовін сказав, що «(це) був старий побитий мікрофон … так що він був тьмяним, але голос Джона був настільки яскравим, що звучав на ньому неймовірно. Вийшло чудове вокальне звучання, як на '#9 Dream'».

## Музика і тексти
Walls and Bridges містить різноманітні музичні стилі, і багато текстів дають зрозуміти, що Леннон насолоджувався новознайденою свободою, а також сумував за Оно. Назва альбому відсилає до бар'єрів, які Леннон побудував між собою та іншими, а також до його надії, що ці бар'єри можна подолати. Леннон казав: «Стіни утримують тебе всередині, захищаючи чи ні, а мости ведуть тебе кудись ще».
«Going Down on Love», перший трек альбому, містить сексуальний каламбур, а текст пісні відображає почуття Леннона щодо його розлуки з Оно. Другий трек, «Whatever Gets You Through the Night», вийшов як перший сингл альбому. Натхненням для написання пісні послужило нічне телебачення. У грудні 2005 року Мей Панг розповіла Radio Times: "Вночі він любив перемикати канали і підхоплював фрази з усіх шоу. Одного разу він дивився преподобного Айка, відомого чорношкірого євангеліста, який говорив: «Дозвольте мені сказати вам, хлопці, це не має значення, це те, що допоможе вам пережити ніч». Джону це сподобалося, і він сказав: «Я повинен це записати, інакше я це забуду». Він завжди тримав блокнот і ручку біля ліжка. Це був початок «Whatever Gets You Thru the Night». Музика була натхненна синглом номер один на той час, «Rock Your Baby» Джорджа МакКрея. Хоча випущений трек має мало спільного, натхнення очевидніше в альтернативній версії, випущеній на альбомі John Lennon Anthology. Третій трек — композиція Леннона/Гаррі Нільссона «Old Dirt Road», в якій Нільссон виконує партію гармонійного вокалу.
Наступні два треки, «What You Got» і «Bless You», знову є піснями, присвяченими його почуттям через розлуку з Оно. Пізніше Леннон назвав джазову «Bless You» «найкращим твором на альбомі… як на мене, це найкращий трек». Перша частина альбому завершується «Scared», переслідуючим треком, який досліджує страх Леннона перед старінням, самотністю і порожнечею успіху.
Друга сторона відкривається другим синглом альбому, «#9 Dream», в якому Мей Панг виконує роль бек-вокалу. За словами Панг, двома робочими назвами пісні були «So Long Ago» та «Walls & Bridges». Пісня була улюбленою піснею Леннона, попри його пізнішу заяву про те, що вона «викинута на смітник». Панг згадувала: «Це була одна з улюблених пісень Джона, тому що вона буквально прийшла до нього уві сні. Він прокинувся і записав ці слова разом з мелодією. Він поняття не мав, що означає [Ah, Bowakawa pousse], але він думав, що це звучить красиво.» Наступний трек — пісня, яку Леннон написав для Панг, «Surprise, Surprise (Sweet Bird of Paradox)», в якій Елтон Джон виконує партію гармонічного вокалу. «Steel and Glass» включає зловісний риф, що нагадує «How Do You Sleep?», аудіо-суперечку Леннона з Полом Маккартні з альбому Imagine (альбом), хоча вважалося, що цього разу докори були спрямовані на колишнього менеджера Бітлз Аллена Кляйна. «Beef Jerky», рідкісний інструментал Леннона, є фанковим треком, натхненним R&B.
Передостанній трек, «Nobody Loves You (When You're Down and Out)», був написаний у 1973 році, коли вони з Панг вперше приїхали до Лос-Анджелеса. Він уявляв, як Френк Сінатра міг би записати його, кажучи: «Я не знаю чому. Це дуже схоже на пісню в стилі Сінатри. Він би чудово з нею впорався. Ти чуєш, Френк? Тобі потрібна одна пісня, яка не буде шматком нічого. Ось тобі одна, аранжування для валторни і все зроблено для тебе. Але не проси мене продюсувати її!».
Останній трек — кавер-версія пісні Лі Дорсі «Ya Ya», з Ленноном (записаним як «Dad») на фортепіано та вокалом і сином Джуліаном на барабанах. Леннон здивував Джуліана включенням цієї композиції до альбому, що спонукало молодого Леннона зауважити: «Якби я знав, що вона увійде до альбому, я б зіграв краще!».
Обговорюючи запис альбому в інтерв'ю наступного року з Пітом Хеміллом у Rolling Stone, Леннон згадував: «Елтон якось заскочив на сесії для Walls and Bridges і, наче ввімкнувшись, заграв на піаніно, а потім заспівав зі мною 'Whatever Gets You Thru the Night'. Це був великий постріл у руку. Я виконав три чверті пісні і подумав: 'І що тепер робити?'. Поставити на неї верблюда чи ксилофон? Щось таке. А він прийшов і сказав: 'Гей, я зіграю на піаніно!'».

## Обкладинка альбому
Спочатку Леннон планував використати деякі зі своїх дитячих малюнків для обкладинки альбому старих пісень, який він розпочав записувати у 1973 році, але коли він відклав це на потім, щоб записати Walls and Bridges, він вирішив використати їх на вже готову роботу. На складній зовнішній обкладинці альбому були зображені деякі з його малюнків, в тому числі один, що зображав гру у футбол, а саме гол, забитий Хорхе Робледо у фіналі Кубка Англії 1952 року. На цьому малюнку також був зображений номер 9 Ньюкасл Юнайтед Джекі Мілберн; Леннон жив у дитинстві на Ньюкасл Роуд, 9 і на все життя запам'ятав цей номер. Існує також серія фотографій обличчя Леннона з різними виразами. Передня обкладинка містила два клапани, які при складанні створювали кілька взаємозамінних «облич Леннона», деякі з них були з дурнуватим виглядом.
Художнє оформлення альбому було створено власним дизайнером Capitol, Роєм Кохарою. Буклет всередині платівки містив переднє фото Леннона без окулярів і заднє фото Леннона з п'ятьма парами окулярів, накладених одна на одну, авторства американського фотографа Боба Груена. Внутрішній рукав містив ще один портрет, а також горизонтальний колаж з інших фотографій.
Всередині буклету були тексти та інструментальні титри до пісень, які передавали фірмове почуття гумору Леннона, який використовував багато псевдонімів, включаючи Rev. Thumbs Ghurkin, Kaptain Kundalini, Dwarf McDougal, Mel Torment (каламбур на Мел Торме), Hon. John St. John Johnson, Dr. Dream, Dr. Winston O'Boogie і Dad. Було включено більше кольорових малюнків 11-річного Леннона 1952 року, на яких зображено американський Дикий Захід (присвячений його тітці та опікунці Мімі Сміт), пейзажі та портрет його шкільного вчителя містера Болта. Також було включено генеалогічний трактат про прізвище Леннон та пов'язані з ним форми з однієї з книг Едварда Маклайзета. Згадуючи британського моряка Джона Леннона та американського робітничого лідера Джона Брауна Леннона, стаття закінчується натяком на те, що родина прізвищ загалом не вирізняється, на що Леннон відповів власноруч написаним «Oh Yeah?». Також буклет містить твердження, що Леннон бачив непізнаний літаючий об'єкт увечері 23 серпня 1974 року.

## Реліз та промо
Не знаючи, який трек має стати головним синглом альбому, Леннон звернувся по допомогу до Аля Курі, віце-президента з маркетингу Capitol Records. Леннон був вражений «магією», яку Курі продемонстрував у комерційному успіху альбому Маккартні Band on the Run. Першим синглом Аль обрав пісню «Whatever Gets You thru the Night». 26 вересня 1974 року альбом Walls and Bridges вийшов у США, а 4 жовтня 1974 року — у Великій Британії. Реліз супроводжувався рекламною кампанією, створеною Ленноном, під назвою «Listen To This …» (кнопка, фотографія, наклейка, оголошення, плакат або футболка). 500 автобусів Нью-Йорка були обклеєні слоганом «Listen To This Bus». Телевізійні рекламні ролики зображували обкладинку платівки з багатьма «леннонівськими» обличчями; як і в радіопередачах, що просували альбом, ці рекламні ролики озвучував Рінго Старр. Леннон віддячив, надавши голос для рекламних роликів альбому Старра Goodnight Vienna, який він також допоміг записати. У Великій Британії EMI випустила сингл-інтерв'ю Леннона з Бобом Мерсером для просування Walls and Bridges.
В Америці альбом дебютував у чарті Billboard Top LPs & Tape 12 жовтня і досяг першої десятки 2 листопада. 22 жовтня він отримав статус золотого альбому в США від Американської асоціації компаній звукозапису. Альбом і сингл очолили списки Billboard протягом того ж тижня (16 листопада). Обидва релізи також очолили американські чарти, складені Cash Box і Record World. У Великій Британії альбом досягнув 6-го місця, а сингл — 36-го. Walls and Bridges провів загалом 27 тижнів у чарті Billboard Top LPs & Tape.
«Whatever Gets You Through the Night» став першим синглом Леннона під номером 1 в Billboard Hot 100 як сольного виконавця. Це досягнення, разом з успіхом альбому в США, ознаменувало повернення Леннона, чия кар'єра після альбому Imagine 1971 року відставала від кар'єри його колишніх колег по групі Бітлз з точки зору комерційного успіху. Коли Джорджа Гаррісона запитали його думку про Walls and Bridges під час прес-конференції, присвяченій його північноамериканському туру 1974 року, він назвав його «милим» альбомом. Рінго Старр сказав, що захоплюється всією творчістю Леннона, окрім Some Time in New York City, і назвав Walls and Bridges «найкращим альбомом за останні п'ять років, який будь-хто записав». Маккартні сказав, що це «чудовий» альбом, але додав: «Знаю, що він здатний на більше». Маккартні навів пісню The Beatles «I Am the Walrus» як приклад того, що Леннон міг би бути «більш авантюрним … більш захопливим».
Незабаром після його виходу Леннон особисто змікшував чотириканальну квадрофонічну версію Walls and Bridges («для тих 20 людей, які купують квадрофони», — пожартував він в інтерв'ю радіо WNEW-FM у 1974 році в Нью-Йорку). Квадрофонічний мікс був виданий тільки на 8-трековій касеті в США. «#9 Dream», підкріплений піснею «What You Got», вийшов як сингл в США 16 грудня 1974 року, а через місяць у Великій Британії, 24 січня 1975 року. Сингл досяг піку на 9 місці в Billboard Hot 100 і на 23 місці у Великій Британії.
Під час запису пісні «Whatever Gets You Through the Night» Елтон Джон побився об заклад з Ленноном, що пісня очолить хіт-парад. Не вірячи, що це станеться, Леннон погодився виступити з Елтоном наживо, якщо це станеться. Програвши парі, Леннон з'явився на концерті Елтона в Медісон-сквер-гарден 28 листопада, виконавши «Whatever Gets You thru the Night» разом з піснями Бітлз «I Saw Her Standing There» і «Lucy in the Sky with Diamonds». Всі три треки пізніше вийшли на EP, 28th November 1974, у 1981 році. Леннон повернувся на сцену, щоб зіграти на тамбурині на біс, під час виконання пісні Джона «The Bitch Is Back». Шоу в Медісон-сквер-гарден стане останнім великим живим виступом Леннона.

## Відгуки критиків

### Сучасні рецензії
Walls and Bridges отримав змішану реакцію від сучасних музичних критиків, хоча він все ж отримав найприхильніші відгуки про Леннона з часів альбому Imagine. Бен Герсон з журналу Rolling Stone сказав, що, на його думку, пісні на другій стороні, такі як «#9 Dream» і «Surprise Surprise», роблять альбом «різноманітним і натхненним», але пісні на першій стороні альбому, присвячені емоційним втратам Леннона, були непослідовними. Герсон також вважав, що лише «Scared» «пульсує первісним страхом і відчуттям ув'язнення, притаманним його раннім сольним альбомам». Роберт Крістгау, який писав для The Village Voice, вважав, що альбом страждає від «дезорієнтації Леннона і втрати переконань». У своїй рецензії для Melody Maker Рей Коулман назвав Леннона "найцікавішим з колишніх «бітлів» і зробив висновок про Walls and Bridges: «Це дійсно чудовий альбом за будь-якими стандартами, слова і музика, які приємно слухати, від музиканта, який володіє рідкісним талантом продавати любов, не змушуючи вас здригнутися». В іншій позитивній рецензії Billboard визнав «чудовим» продакшн альбому, його балади «чудово оброблені», а всі пісні «виконані в майстерному професійному стилі». Журнал назвав його, можливо, «найбільш різнобічним і музично чудовим альбомом Леннона».
Пишучи для NME, Чарльз Шаар Мюррей описав музику як «бездоганну, трохи дріб'язкову прозаїчну», а продакшн «настільки гладким і шовковистим, наскільки будь-який вибагливий любитель hi-fi може бажати», але вважав пісні «переважно занудними, і що ще гірше, більшість з них міцно вкорінені у старому Леннонлорі». Висміюючи «Nobody Loves You When You're Down and Out» як «найгірший і найбільш образливий витвір жалості до себе, яким Леннон коли-небудь віддавався», Шаар Мюррей підсумував альбом: «Жодне з цього посереднього марнотратства не гідне людини, яка написала „Working Class Hero“ і „I Found Out“.» В іншій несприятливій рецензії для Creem, Вейн Робінс описав Walls and Bridges як «останню главу в кризі ідентичності Джона Леннона» і твір що складається з «втомлених кліше». З двох треків, які він вважав «хорошими», Робінс додав: «„Old Dirt Road“ демонструє блискучий інстинкт формулювання і ритму мови, який мав хлопець на ім'я Джон Леннон до того, як він почав ховатися за стінами псевдонімів, таких як Доктор Вінстон О'Бугі, і спати під мостами, де грає гурт Plastic Ono Sominex.»
У своїй книзі 1975 року The Beatles: An Illustrated Record, журналісти NME Рой Карр і Тоні Тайлер схарактеризували альбом як «загалом тьмяний», сказавши, що тексти пісень «здаються механічними, заїждженими, схожими на заїжджені розмовні гамбіти», водночас вихваляючи «абразивну» якість його голосу і «чудову» музику. У своїй статті про Леннона в Rolling Stone того ж року Піт Гемілл писав, що музика альбому була «прекрасною» і що «пісні були автобіографічними нарисами, словами і музикою людини, яка намагається зрозуміти величезну частину свого життя». У своїй книзі 1977 року The Beatles Forever, Ніколас Шаффнер висловив думку, що «пекуча емоційна інтенсивність» альбому нагадує альбом Леннона John Lennon/Plastic Ono Band 1970 року, а «багаті текстури аранжувань і мелодійне розмаїття» відсилають до Imagine. У першому виданні The Rolling Stone Album Guide (1979) Грейл Маркус дав альбому дві зірки з п'яти, сказавши, що йому, як і Mind Games, бракувало реальної точки зору, і що «з тим, що виглядало панічно, [Леннон] замінив соул технікою продюсування, будуючи міст до своїх слухачів своїм звуком, але зводячи навколо себе стіну порожньою музикою.»

### Спадщина
Вільям Рульманн у The All-Music Guide to Rock (1995) описав Walls and Bridges як «ремісничий поп-рок» з «кількома чудовими треками». Uncut дав йому чотири зірки і стверджував, що «Whatever Gets You Through the Night» «залишається одним з найкращих досягнень Леннона після Бітлз». Старший редактор AllMusic Стівен Томас Ерлвайн вважає альбом «виразно нерівним», «таким, що містить рівну кількість блиску і нісенітниць», а менш вдалі треки «обтяжені слабкими мелодіями і важким надмірним продакшеном». У The New Rolling Stone Album Guide 2004 року «#9 Dream» був відзначений як «надзвичайно атмосферний номер, який може похвалитися крутими віолончелями і чудовим співом». Біограф Леннона Філіп Норман писав у 2008 році, що «більшість треків мали оптимістичне, мідне звучання, що дивно дисонує з повторюваними, часто відчайдушними зізнаннями Джона в тузі за Йоко», і що використані послідовності акордів часто перегукувалися з його попередніми роботами з Оно.

## Перевидання
Walls and Bridges був останнім альбомом оригінального матеріалу Леннона до альбому Double Fantasy 1980-го року, хоча наступний, під назвою Between the Lines, планувався на кінець 1975 року. Тоні Кінг, віце-президент Apple, підтверджував це. Кінг також казав, що Карлос Аломар мав найняти групу чорношкірих музикантів, і що Леннон написав пісню «Tennessee» для альбому. В інтерв'ю 1975-го для Old Grey Whistle Test Леннон говорив, що він планує новий альбом і телевізійний спецпроєкт.
Вперше Walls and Bridges був перевиданий на вінілі в США в 1978 році, потім знову в 1982 і 1989 роках на лейблі Capitol. Після смерті Леннона альбом, разом з сімома іншими альбомами музиканта, був перевиданий лейблом EMI як частина бокс-сету, який вийшов у Великій Британії 15 червня 1981 року. Він був перевиданий на вінілі у Великій Британії в 1985 році на лейблі Parlophone. Walls and Bridges вперше вийшов на CD 20 липня 1987 року у Великій Британії, і майже через рік у США, 19 квітня 1988 року. Альбом знову вийшов на вінілі, цього разу як частина лімітованої серії EMI «The Millennium Vinyl Collection», у 1999 році.
Walls and Bridges вийшов у перезведеному та ремастованому варіанті у листопаді 2005 року (хоча чотири з оригінальних треків — «Old Dirt Road», «Bless You», «Scared» і «Nobody Loves You» — не були перезведені). Ремастирована версія мала альтернативну обкладинку. Ця нова обкладинка зберегла підпис Леннона і написану від руки назву, але замість дитячих малюнків Джона використала один з портретів, зроблених Бобом Груеном для альбому. До бонус-треків перевидання увійшли «Whatever Gets You thru The Night», виконана наживо з Елтоном Джоном, раніше невидана акустична версія «Nobody Loves You (When You're Down And Out)» та промо-інтерв'ю з Ленноном.
Capitol знову перевидав альбом 4 жовтня 2010 року. Ця версія була ремастером оригінальних міксів альбому і використовувала оригінальну обкладинку; альбом був доступний окремо або у складі John Lennon Signature Box.

## Трек-лист
| Сторона 1 | Сторона 1                          | Сторона 1  |
| #         | Назва                              | Тривалість |
| --------- | ---------------------------------- | ---------- |
| 1.        | «Going Down on Love»               | 3:54       |
| 2.        | «Whatever Gets You thru the Night» | 3:28       |
| 3.        | «Old Dirt Road»                    | 4:11       |
| 4.        | «What You Got»                     | 3:09       |
| 5.        | «Bless You»                        | 4:38       |
| 6.        | «Scared»                           | 4:36       |

| Сторона 2 | Сторона 2                                     | Сторона 2  |
| #         | Назва                                         | Тривалість |
| --------- | --------------------------------------------- | ---------- |
| 7.        | «#9 Dream»                                    | 4:47       |
| 8.        | «Surprise, Surprise (Sweet Bird of Paradox)»  | 2:55       |
| 9.        | «Steel and Glass»                             | 4:37       |
| 10.       | «Beef Jerky»                                  | 3:26       |
| 11.       | «Nobody Loves You (When You're Down and Out)» | 5:08       |
| 12.       | «Ya Ya»                                       | 1:06       |

| Бонус-треки перевидання 2005 року | Бонус-треки перевидання 2005 року                                   | Бонус-треки перевидання 2005 року |
| #                                 | Назва                                                               | Тривалість                        |
| --------------------------------- | ------------------------------------------------------------------- | --------------------------------- |
| 13.                               | «Whatever Gets You thru the Night (Live with the Elton John band)»  | 4:23                              |
| 14.                               | «Nobody Loves You (When You're Down and Out) (Alternative version)» | 5:07                              |
| 15.                               | «John Interview (by Bob Mercer)»                                    | 3:47                              |

## Персоналії
- Джон Леннон — аранжування, основний вокал, гармонічний та бек-вокали, ритм-гітара, акустична гітара, соло-гітара, піаніно, свист, перкусія, продакшн
- Кен Ашер — піаніно, Fender Rhodes, клавінет, меллотрон
- Джим Келтнер — барабани
- Артур Дженкінс — перкусія
- Нікі Гопкінс — піаніно
- Клаус Воорманн — бас-гітара
- Боббі Кіз — тенор-саксофон
- Джессі Ед Девіс — соло-гітара, акустична гітара
- Едді Моттау — акустична гітара
- Струнні та духові музиканти з Нью-Йоркського філармонічного оркестру — аранжування і диригування Кен Ашер
- Little Big Horns — Рон Апреа (альт-саксофон), Боббі Кіз (тенор-саксофон), Френк Вікарі (тенор-саксофон), Говард Джонсон (баритон-саксофон), Стів Мадайо (труба)
- Джуліан Леннон — барабани на «Ya Ya»
- Елтон Джон — піаніно і гармонічний вокал на «Whatever Gets You thru the Night», Орган Гаммонда і бек-вокал на «Surprise, Surprise (Sweet Bird of Paradox)»
- Гаррі Нілссон — бек-вокал на «Old Dirt Road»
- The 44th Street Fairies: Джої Дамбра, Лорі Бертон і Мей Панг — бек-вокал на «#9 Dream»

Технічний персонал
- Шеллі Якус — звукорежисер
- Джиммі Айовін — інженер накладок
- Рой Сікала — звукорежисер перезведення
- Мей Панг — координатор продакшену
- Рой Кохара — арт-директор
- Боб Груен — фотограф